# Лавлейс, Ада
Авгу́ста А́да Кинг (урождённая Ба́йрон), графиня Ла́влейс (англ. Augusta Ada King Byron, Countess of Lovelace; более известная как Ада Лавлейс; 10 декабря 1815, Лондон, Англия, Британская империя — 27 ноября 1852, Марилебон, Лондон, Англия, Британская империя) — английский математик. Известна прежде всего созданием описания вычислительной машины, проект которой был разработан Чарльзом Бэббиджем.
Составила первую в мире программу (для этой машины). Ввела в употребление термины «цикл» и «рабочая ячейка», считается первым программистом в истории.

## Биография
До рождения дочери Ады лорд Байрон ожидал, что его ребёнок будет «славным мальчиком», и был очень разочарован, когда 10 декабря 1815 года его супруга Анна Изабелла родила девочку. Ребёнка назвали в честь сводной сестры Байрона, Августы Ли, а сам поэт называл её Адой. 16 января следующего года по приказу лорда Анна Изабелла отправилась в дом своих родителей в Киркби Мэллори, взяв с собой пятинедельную дочь. Хотя на тот момент британские законы в случае развода давали отцу полную опеку над детьми, Байрон даже не пытался потребовать ребёнка себе, но попросил свою сестру держать его в курсе дел его дочери.
21 апреля Байрон подписал акт о разводе, на котором настояли родители Изабеллы, и через несколько недель навсегда покинул Англию. Из-за разлуки леди Байрон всю дальнейшую жизнь рассказывала о безнравственном поведении мужа. Из-за этого Ада с малых лет стала нелюбима в британском обществе. В 1824 году, когда девочке было 8 лет, её отец скончался, так ни разу и не встретившись с дочерью. Мать воспитывала Аду в одиночку, оберегая от «враждебной среды». До 20 лет ей не показывали семейного портрета с отцом.
Ада получила математическое образование, так как её мать боялась, что она начнёт заниматься поэзией, как её отец. Миссис Байрон никогда не была близка с дочерью. Её часто оставляли на попечение бабушке, Джудит Милбенк, которая очень любила ребёнка. Однако из-за того, что в то время действовали социальные установки о том, что ребёнка должен был воспитывать отец и лишь благополучие ребёнка с матерью действовало как «смягчающее обстоятельство», Анна Изабелла была вынуждена представлять себя любящей матерью для остального общества. В частности она писала своей матери тревожные письма, интересуясь состоянием дочери, в каждом из которых заявляла о необходимости сохранить письмо, поскольку его можно было использовать как доказательство материнской заботы. В одном из своих писем она писала о дочери без имени, называя Аду «она»: «Я говорю с ней для Вашего удовольствия, а не для себя, и буду очень рада, если Вы позаботитесь о ней полностью сами». Помимо этого леди Байрон заставляла своих друзей следить за девочкой-подростком на предмет любых признаков «морального отклонения». Сама Ада окрестила наблюдательниц «Фуриями» и жаловалась, что они излишне преувеличивают и придумывают небылицы о ней.
Начиная с раннего детства Ада часто болела. В возрасте восьми лет у неё начались головные боли, которые мешали ей видеть. В июне 1829 года она оказалась парализована из-за приступа кори. В течение года Ада постоянно лежала в постели. К 1831 году она смогла передвигаться на костылях. Однако, несмотря на это, она всё ещё развивала свои навыки и знания в технике и математике.
Мать пригласила для Ады своего бывшего учителя — шотландского математика Огастеса де Моргана и знаменитую Мэри Сомервилль, которая перевела в своё время с французского «Трактат о небесной механике» математика и астронома Пьера-Симона Лапласа. Именно Мэри стала для своей воспитанницы примером для подражания. С двенадцати лет она увлекалась механикой, а в её голове созревала идея о конструкции летательного аппарата, который приводился бы в движение паром. В феврале 1828 года она начала воплощать задумку в жизнь с построения крыльев. Для этого она изучала разные материалы и долго подбирала размер. Среди предполагаемых материалов для крыльев были бумага, промасленый шёлк, проволока и перья. Для соблюдения пропорции она изучала анатомию птиц. Затем Ада решила написать книгу, чтобы не забыть свои наработки. А затем искала инструменты для пересечения страны на этих крыльях. Последним же шагом стало совмещение пара и «искусства полёта».
Когда Аде исполнилось семнадцать лет, она смогла выезжать в свет и была представлена королю и королеве. Имя Чарльза Бэббиджа юная мисс Байрон впервые услышала за обеденным столом от Мэри Сомервилль. Спустя несколько недель, 5 июня 1833 года, они впервые увиделись. Чарльз Бэббидж в момент их знакомства был профессором на кафедре математики Кембриджского университета — как сэр Исаак Ньютон за полтора века до него. Позднее она познакомилась и с другими выдающимися личностями той эпохи: Майклом Фарадеем, Дэвидом Брюстером, Чарльзом Уитстоном, Чарльзом Диккенсом и другими.
За несколько лет до вступления в должность Бэббидж закончил описание счётной машины, которая смогла бы производить вычисления с точностью до двадцатого знака. Чертёж с многочисленными валиками и шестерёнками, которые приводились в движение рычагом, лёг на стол премьер-министра. В 1823 году была выплачена первая субсидия на постройку того, что теперь считается первым на Земле компьютером и известно под названием «Большая разностная машина Бэббиджа». Строительство продолжалось десять лет, конструкция машины всё более усложнялась, и в 1833 году финансирование было прекращено.

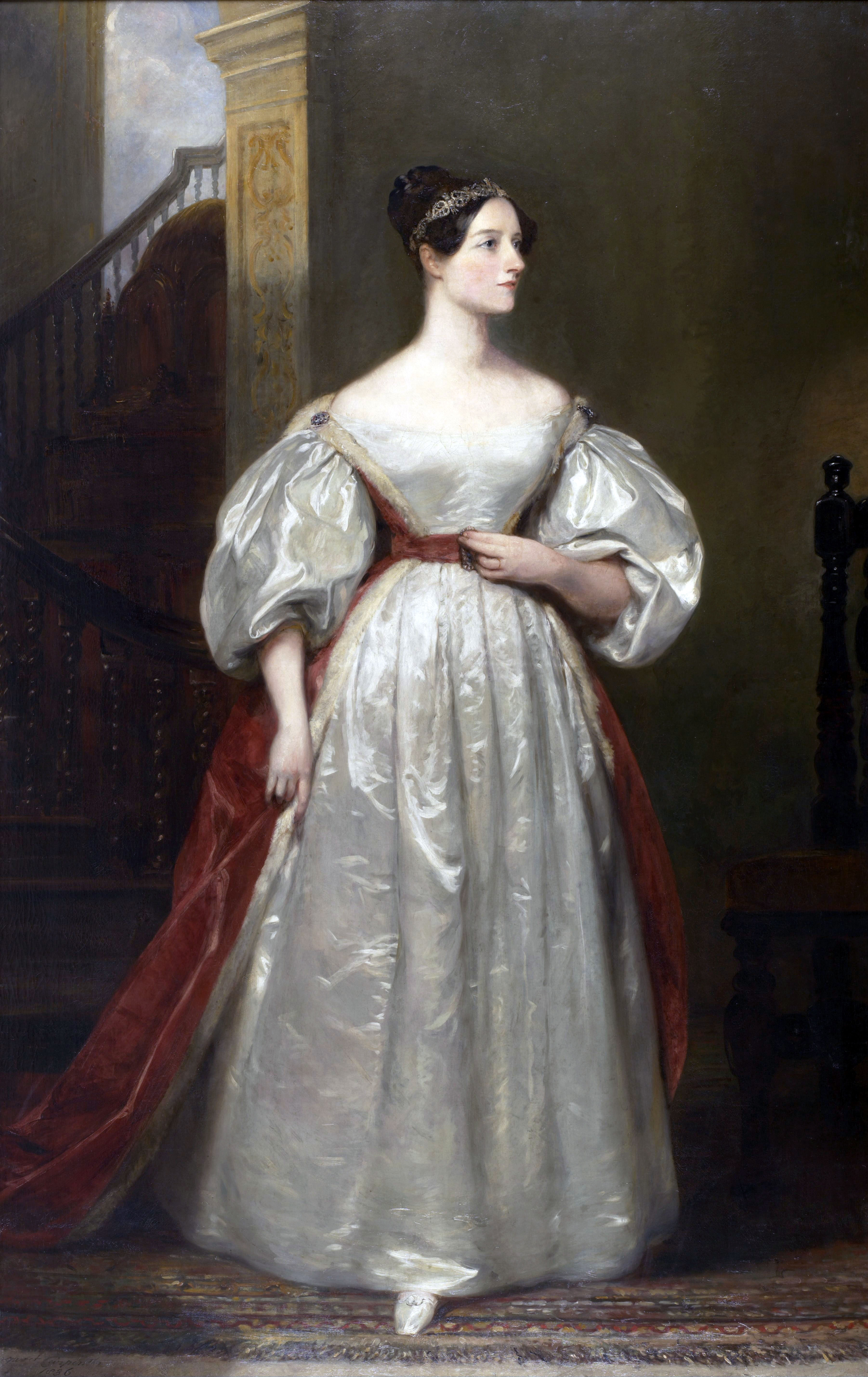
Портрет Ады Лавлейс кисти художницы Маргарет Сары Карпентер, 1836 год

В 1835 году мисс Байрон вышла замуж за 29-летнего Уильяма Кинга, 8-го барона Кинга, который вскоре унаследовал титул лорда Лавлейса. У них было трое детей: Байрон, рождённый 12 мая 1836 года, Анабелла (Леди Энн Блюн), рождённая 22 сентября 1837 и Ральф Гордон, рождённый 2 июля 1839 года. Ни муж, ни трое детей не помешали Аде с упоением отдаться тому, что она считала своим призванием. Замужество даже облегчило её труды: у неё появился бесперебойный источник финансирования в виде фамильной казны графов Лавлейсов.
В 1842 году Чарльз Бэббидж был приглашен в Туринский университет провести семинар о своей аналитической машине. Луиджи Менабреа, юный итальянский инженер и будущий премьер-министр Италии, записал лекцию на французском, и впоследствии она была опубликована в Общественной библиотеке Женевы в октябре того же года. Друг Бэббиджа, изобретатель Чарльз Уитстон, попросил графиню Лавлейс перевести записи Менабреа на английский и сопроводить текст комментариями. Леди Лавлейс потратила больше года на эту работу, после чего труды были опубликованы под акронимом ААЛ и, с учётом 52 страниц комментариев Ады, оказались более обширными, чем записи Менабреа.
В одном из своих комментариев Ада описывает алгоритм вычисления чисел Бернулли на аналитической машине. Было признано, что это первая программа, специально реализованная для воспроизведения на компьютере, и по этой причине Ада Лавлейс считается первым программистом, несмотря на то, что машина Бэббиджа так и не была построена при жизни Ады. Более того, в своих записях она предрекала, что, подобно тому, как Жаккардов ткацкий станок может ткать цветы и листья, аналитическая машина способна создавать алгебраические формулы, а в перспективе — писать музыку, писать картины — и укажет «науке такие пути, какие нам и не снились».

### Смерть
Лавлейс умерла в возрасте 36 лет 27 ноября 1852 г. от рака матки. Болезнь продлилась несколько месяцев, в это время Аннабелла распоряжалась тем, с кем Ада виделась, и исключила всех друзей и доверенных лиц. Под влиянием матери Ада пережила религиозное обращение, и её уговорили раскаяться в прежнем поведении и сделать Аннабеллу своей душеприказчицей. Она утратила связь с мужем после того, как 30 августа призналась ему в чём-то, после чего он оставил её. Неизвестно, что она ему сказала. По её просьбе она была похоронена рядом с отцом, которого она никогда не знала при жизни, в церкви Святой Марии Магдалины в Хакнелле, Ноттингемшир. Мемориальная доска, написанная на латыни, посвящённая ей и её отцу, находится в часовне, пристроенной к Хорсли Тауэрс.

## Память

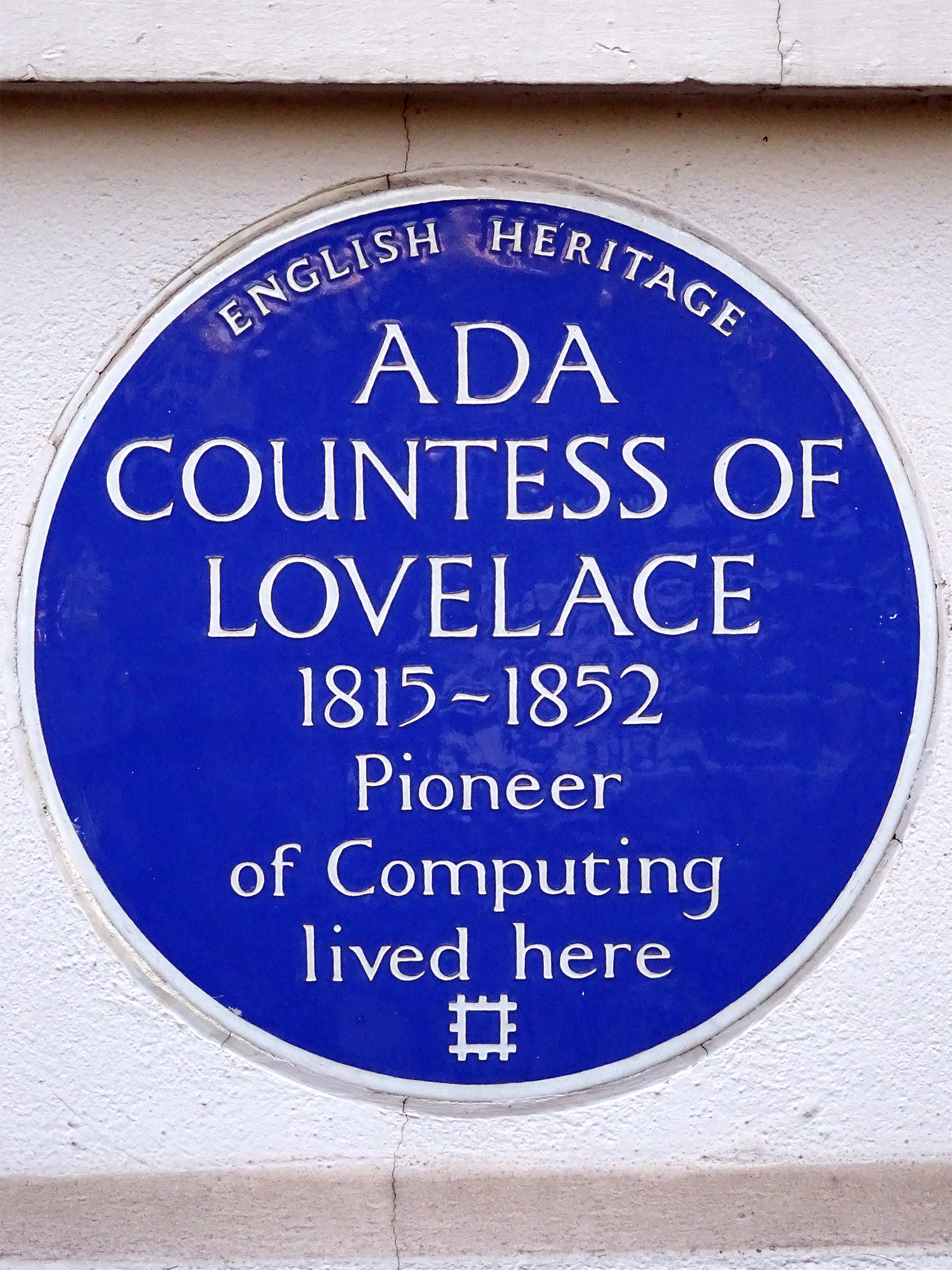
Синяя табличка в честь Ады Лавлейс на площади св. Джеймса дом 12

В 1975 году Министерство обороны США приняло решение о начале разработки универсального языка программирования. Министр прочитал подготовленный секретарями исторический экскурс и без колебаний одобрил и проект, и предполагаемое название для будущего языка — «Ада». 10 декабря 1980 года был утверждён стандарт языка.
В 2022 году NVIDIA выпустила графические процессоры с микроархитектурой Ada Lovelace. GPU с микроархитектурой «Ada Lovelace» дебютировали в линейке видеокарт серии GeForce RTX 40.